# Clădirea fostei bănci (Bălți)
Clădirea fostei bănci este o clădire amplasată pe str. Ștefan cel Mare, 50 în Bălți, Republica Moldova. Este un monument arhitectural de importanță națională inclus în Registrul monumentelor Republicii Moldova ocrotite de stat cu nr. 22 (municipiul Bălți). Datează de la înc. sec. XX.